# Petr Stehlík
Petr Stehlík (Turnov, 15 aprile 1977) è un ex pesista e allenatore di atletica leggera ceco.

## Biografia
Dal 2011 ha iniziato ad allenare presso la società sportiva TJ Dukla Praha una serie di pesisti cechi tra cui Ladislav Prášil e Martin Stašek.

## Palmarès
| Anno | Manifestazione    | Sede              | Evento         | Risultato | Misura  | Note  |
| ---- | ----------------- | ----------------- | -------------- | --------- | ------- | ----- |
| 1996 | Mondiali juniores | Sydney            | Getto del peso | 4º        | 17,33 m |       |
| 1997 | Europei under 23  | Turku             | Getto del peso | 10º       | 17,66 m |       |
| 1999 | Europei under 23  | Göteborg          | Getto del peso | 7º        | 18,36 m |       |
| 2001 | Mondiali          | Edmonton          | Getto del peso | 15º       | 19,68 m |       |
| 2002 | Europei indoor    | Vienna            | Getto del peso | 5º        | 19,86 m |       |
| 2002 | Europei           | Monaco di Baviera | Getto del peso | Finale    | nm      |       |
| 2003 | Mondiali          | Parigi            | Getto del peso | 15º       | 19,70 m |       |
| 2004 | Olimpiadi         | Atene             | Getto del peso | 11º       | 19,21 m | [ 2 ] |
| 2005 | Mondiali          | Helsinki          | Getto del peso | 18º       | 19,48 m |       |
| 2007 | Mondiali          | Osaka             | Getto del peso | 18º (q)   | 19,51 m |       |
| 2008 | Olimpiadi         | Pechino           | Getto del peso | 28º       | 19,41 m |       |